# Zjednoczona Republika Arabska na Letnich Igrzyskach Olimpijskich 1960
Reprezentacja Zjednoczonej Republiki Arabskiej pierwszy i jedyny raz na letnich igrzyskach olimpijskich wystąpiła w Rzymie w 1960 roku. W skład ówczesnej reprezentacji weszli sportowcy z Syrii, oraz Egiptu.
W skład reprezentacji weszło w sumie 74 sportowców w dwunastu dyscyplinach sportu. Reprezentacja ze srebrnym i brązowym medalamem zajęła 30. miejsce w klasyfikacji medalowej.

## Medaliści Letnich Igrzysk Olimpijskich 1960

### Srebrny medal
Osman El-Sayed (zapasy, waga musza)

### Brązowy medal
Abdel Moneim El-Gindy (boks, waga musza)